# UFO (Band)
UFO war eine britische Hard-Rock-Band, die 1969 in London gegründet wurde. Ihre größten Erfolge und bekanntesten Songs wie Doctor Doctor, Rock Bottom oder Love to Love stammen aus den mittleren 1970er Jahren, als das ehemalige Scorpions-Mitglied Michael Schenker in der Band die Leadgitarre spielte und die meisten Kompositionen beisteuerte. Ihm verdanken die Briten den weltweiten kommerziellen Durchbruch.

## Bandgeschichte

### Die Anfänge
UFO wurde 1969 in London, zunächst als „Hocus Pocus“, gegründet. Mitglieder waren Sänger Phil Mogg, Gitarrist Mick Bolton, Bassist Pete Way und Schlagzeuger Andy Parker. Wenig später wurde die Band nach dem Londoner UFO Club umbenannt.
1970 wurde das nach dem Bandnamen betitelte Debütalbum über Decca Records veröffentlicht. Sein Stil war – ähnlich wie bei den frühen Deep Purple – mehr dem harten Boogie zuzuordnen; darüber hinaus waren Anleihen an Psychedelic und Space Rock vorhanden. Dennoch war der größte Erfolg des Albums das als Single ausgekoppelte Eddie-Cochran-Cover C’mon Everybody, welches teilweise heute noch auf Konzerten als Zugabe gespielt wird. Das zweite Album Flying dagegen trug in einigen Fassungen den programmatischen Untertitel One Hour Space Rock und präsentierte die Band von ihrer psychedelischen Seite. Herausragend waren die titelgebende Spieldauer von fast einer Stunde sowie teilweise psychedelisch und improvisiert klingenden Stücke wie Star Storm oder der Titelsong.
Den größten Erfolg hatten die ersten beiden Alben in Japan, so dass man bereits 1971 eine Tournee dorthin unternahm. Ergebnis dieser Reise war das Livealbum UFO Lands In Tokyo, welches außerhalb Japans unter dem schlichten Titel UFO Live erschien.

### Die Schenker-Ära
Dennoch erschien der Band der Stil als zu limitiert, weshalb Mick Bolton 1972 die Band verließ und diese nun nach einem neuen Gitarristen suchen musste. Zunächst fand man in Larry Wallis einen Ersatz für Bolton. Dann folgte Bernie Marsden, dem vor einer Konzertreise durch die Bundesrepublik Deutschland wegen eines vergessenen Reisepasses die Einreise verweigert wurde. Vorband von UFO bei diesen Konzerten waren die hannoverschen Scorpions mit ihrem Lead-Gitarrist Michael Schenker. Da UFO jedoch, um die Tour nicht abzusagen, dringend einen Marsden-Ersatz benötigte, wurden sie auf den erst 17 Jahre alten Schenker aufmerksam, der dann kurzerhand auf dieser Tour sowohl als Scorpions-Gitarrist im Vorprogramm als jeweils auch mit UFO auftrat. Anschließend wurde er Ende 1973 wegen seines spielerischen Könnens als neues Mitglied anstelle von Marsden in die Band geholt. Gleich nach seiner Aufnahme reiste Schenker, ohne ein Wort Englisch zu reden, nach England, um am neuen Album Phenomenon mitzuwirken. Diese LP erschien 1974 bei Chrysalis Records und bot, dank Michael Schenker, der auf Anhieb fast sämtliche Kompositionen beisteuerte, einen wesentlich mehr dem damaligen Hard Rock ähnelnden Stil. Klassiker dieser Langspielplatte sind Doctor Doctor und Rock Bottom.
Mit dem Einstieg von Schenker konnte die Band in den folgenden Jahren ihren Stil festigen und auch in kommerzieller Hinsicht erfolgreich werden. 1975 und 1976 erschienen die Alben Force It und No Heavy Petting, die die Beliebtheit von UFO steigen ließen. Der endgültige Durchbruch gelang jedoch erst mit dem von Ron Nevison produzierten 1977er Album Lights Out, welches in den US-amerikanischen Billboard-Charts Platz 23 erreichte. Zudem war zu diesem Album Paul Raymond als Rhythmus-Gitarrist in die Band eingestiegen, welcher nebenbei auch als Keyboarder fungierte und so das Klangspektrum von UFO erweiterte. Jedoch traten schon zu dieser Zeit erste persönliche Spannungen zwischen Mogg und Schenker auf. 1978 erschien das Album Obsession, welches den Erfolg seines Vorgängers in den USA nicht wiederholen konnte, dafür aber in Großbritannien Platz 26 der Charts erreichte und mit der Singleauskopplung Only You Can Rock Me einen weiteren Klassiker enthielt. Das Livealbum Strangers in the Night von 1979 avancierte dagegen zum größten Erfolg von UFO und erreichte mit Platz acht in den britischen Albencharts eine Top-10-Platzierung. Bereits Ende 1978, demnach vor Veröffentlichung dieser Doppel-Langspielplatte, trennte sich der von Drogenproblemen geplagte Schenker wegen Differenzen mit Sänger Mogg von UFO. Schenker gründete dann nach einer kurzen Rückkehr zu den Scorpions seine eigene Band, die Michael Schenker Group.

### UFO Anfang der 1980er Jahre
In Paul Chapman (Ex-Lone Star), der bereits 1974 kurzzeitig Mitglied der Band gewesen war, fanden UFO schnell einen Nachfolger für Schenker. Das erste Album dieser Phase, No Place to Run aus dem Jahre 1980, bei dem Beatles-Produzent George Martin an den Reglern saß, erreichte Platz 51 in den Billboard-Charts und Platz 10 in den britischen Charts. UFO erlangten in dieser Zeit vor allem in ihrem Heimatland Kultstatus unter den Anhängern der New Wave of British Heavy Metal. Diese nahmen auch das 1981er Album The Wild, the Willing and the Innocent begeistert auf. Während die Plattenverkäufe in den USA rückläufig waren, zogen sie im Heimatland der Band an.
Auch das Album Mechanix von 1982 floppte in den USA, während es in Großbritannien erneut ein Hit wurde. Bassist Pete Way stieg im selben Jahr aus, schloss sich kurzzeitig Ozzy Osbourne an und gründete wenige Monate später zunächst Fastway und dann Waysted. Sein Nachfolger wurde der spätere Bassist von David Lee Roth und Mr. Big, Billy Sheehan. Paul Gray von der Punkband The Damned löste für die Abschiedstour 1983 Billy Sheehan ab. Im selben Jahr erschien das Album Making Contact. Die Platte wurde in Großbritannien ein relativer Flop, denn erstmals in der Ära mit Paul Chapman wurden die Top 20 verfehlt. Der Waliser Chapman und Neil Carter teilten sich die Bass-Parts auf diesem Album, das stark auf amerikanischen AOR-Rock ausgerichtet war.
Zwei Jahre währte ab 1984 der Versuch des Sängers Mogg, unter dem Namen UFO eine neue Band zusammenzustellen. Das Album Misdemeanor fiel bei den alten Fans der Gruppe ebenso durch wie auch beim Rest des Publikums.

### Die unruhigen Wiedervereinigungen und die Zeit danach

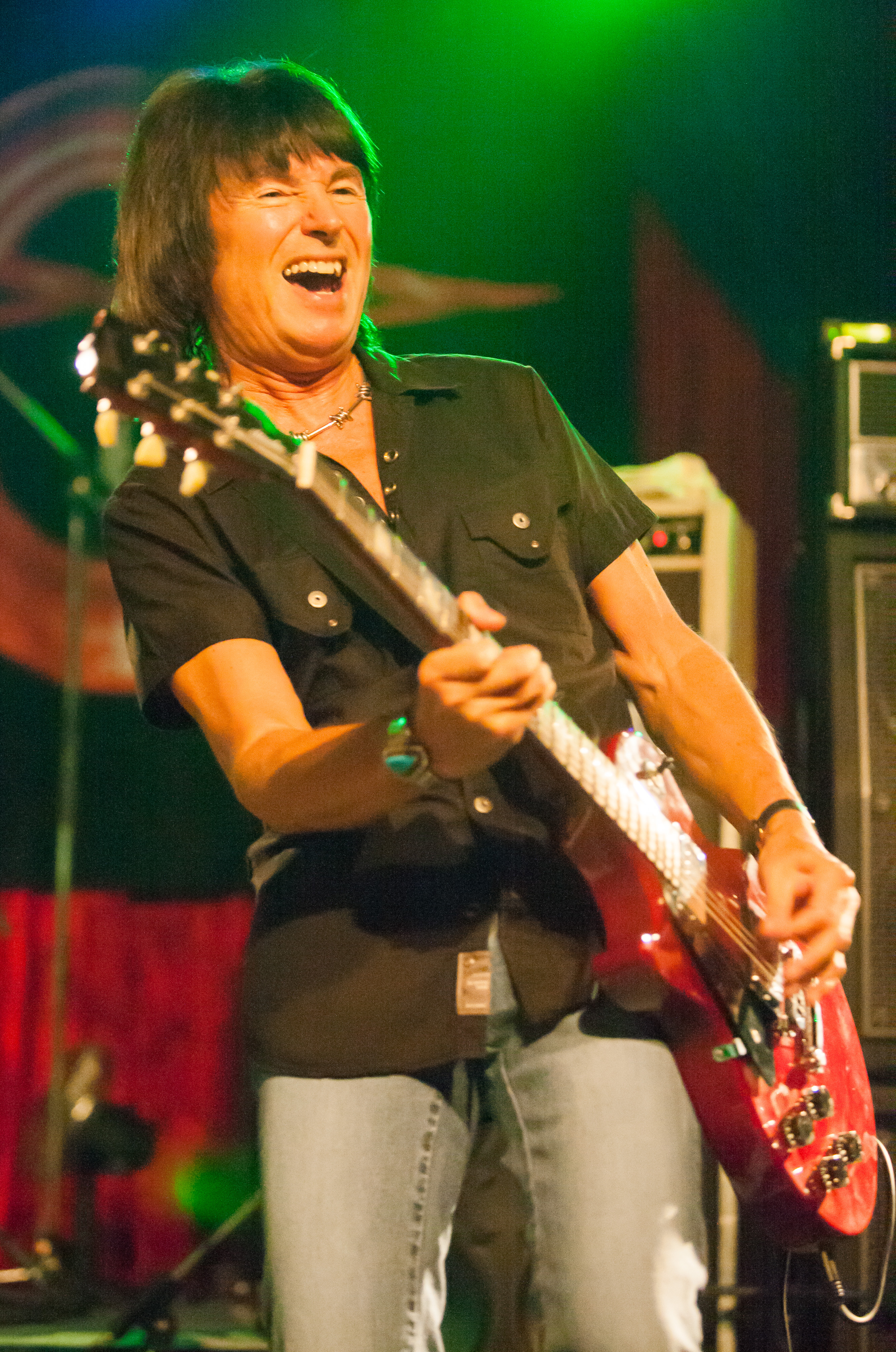
Paul Raymond an der Gitarre

Erst 1992 fanden Pete Way und Phil Mogg wieder zueinander und beschlossen, UFO wieder in Erscheinung treten zu lassen. Mit Laurence Archer an der Gitarre und Clive Edwards am Schlagzeug entstand das Comeback-Album High Stakes & Dangerous Men und noch im selben Jahr der Livemitschnitt Lights Out in Tokyo. Das neue Material stellte eine Reminiszenz an die 1970er Jahre dar, wodurch das öffentliche Interesse an der Band wieder auflebte. 1993 kam es schließlich zu einer Reunion der erfolgreichen Schenker/Mogg/Way/Raymond/Parker-Besetzung der 1970er Jahre. Nachdem in dieser Formation 1995 das Album Walk on Water veröffentlicht worden war, traten jedoch auch die alten Spannungen zwischen Schenker und Mogg wieder auf. Noch während der Welttournee verließ Schenker die Band, sodass UFO erneut vor dem Aus stand.
Unter der Bezeichnung „Mogg/Way“ arbeiteten Phil Mogg und Pete Way bis zum Ende des Jahrzehnts an zwei weiteren Alben, bevor 2000 Schenker wieder in die Band einstieg. In diesem Jahr wurde das Album Covenant aufgenommen und veröffentlicht sowie 2002 die CD Sharks. Beide Alben konnten die Kritiker wieder für die Schenker-Besetzung begeistern, jedoch zeigte sich Michael Schenker erneut wenig bereit, weiterhin mit der Band zu kooperieren. Zu dieser Zeit erfuhr auch die Paul-Chapman-Ära eine späte Würdigung, als das Album The Wild, the Willing and the Innocent in der Liste „Top 300 – Die besten Scheiben aller Zeiten“ der Zeitschrift Rock Hard Platz 127 belegte.
Schenker verließ UFO erneut im Jahr 2003, seinen Gitarrenposten übernahm Vinnie Moore. Zudem wurde im selben Jahr Jason Bonham als Schlagzeuger in die Gruppe aufgenommen. In dieser Besetzung entstand 2004 das erneut traditionell orientierte Album You Are Here. Auf der Tour zu dieser Platte schnitten sie am 13. Mai 2005 ihren Auftritt in Wilhelmshaven mit, welcher Anfang 2006 unter dem Titel Showtime auf CD und DVD veröffentlicht wurde. Zwischenzeitlich war Bonham aus der Gruppe ausgestiegen und wurde durch Originaldrummer Andy Parker ersetzt. Die Band ist immer noch aktiv und tourt regelmäßig. Auch beim 20. Wacken-Open-Air-Jubiläum im Jahr 2009 traten sie auf.
Im November 2013 wurde bekannt, dass Pete Way, der bereits seit 2008 aufgrund von Leberproblemen durch Alkoholkonsum nicht mehr an Bandaktivitäten teilnahm, an Prostatakrebs erkrankt sei. Er überlebte diese Krankheit und erholte sich später wieder. Rob De Luca (Spread Eagle, Sebastian Bach), der erstmals 2008 Pete Way auf Tour vertrat, gilt seit 2012 als Bandmitglied.
2014 begann die Gruppe in England an ihrem Album A Conspiracy of Stars zu arbeiten. Erstmals kooperierte sie mit Produzent Chris Tsangarides, der unter anderem schon mit Judas Priest und Black Sabbath arbeitete. Er war bereits 1974 bei den Aufnahmen zu Phenomenon beteiligt. Vermittelt wurden beide Seiten von Quireboys-Sänger Spike, der in dieser Band früher mit Phil Moggs Neffe Nigel Mogg spielte. A Conspiracy of Stars erschien am 20. Februar 2015 in Deutschland. Es ist die erste CD mit dem neuen Bassisten Rob De Luca, der gleich einige Kompositionen beisteuerte.
Das folgende Album The Salentino Cuts enthält Cover-Versionen verschiedener Songs, die von den Bandmitgliedern ausgewählt wurden. Es erschien am 29. September 2017.
Im Mai 2018 gab Sänger Mogg auf der Band-Homepage sein Ausscheiden aus der Gruppe für das Jahr 2019 bekannt.
Nachdem Gitarrist und Keyboarder Paul Raymond im April 2019 überraschend an einem Herzinfarkt verstorben war, gab UFO bekannt, dass dieser für den Rest der Last Orders-Tour durch Neil Carter vertreten wird, welcher bereits von 1981 bis 1983 mit UFO gespielt hatte. Am 9. Juni 2020 verstarb der ehemalige Gitarrist Paul Chapman an seinem 66. Geburtstag. Gründungsmitglied und langjähriger Bassist Pete Way verstarb am 14. August 2020 im Alter von 69 Jahren, zwei Monate nach einem Unfall, bei dem er sich schwer verletzte und von dem er sich nicht mehr erholte.
Als Phil Mogg 2024 in einem Interview mit Ultimate Classic Rock über den Status der unterbrochenen Abschiedstour gefragt wurde, sagte er, dass die Karriere von UFO beendet sei.

## Stil
Die Musik UFOs war geprägt von Michael Schenkers E-Gitarre. Als Begleitung zum Gesang spielte er meist Powerchords, seine Soli waren von großer Präzision bei hohem Tempo gekennzeichnet. Paul Raymond spielte die Rhythmusgitarre und Keyboard, wobei letzteres aber, außer bei den Balladen, musikalisch im Hintergrund steht. Bassist Pete Way begleitete mit eher einfachem Bassspiel. Schlagzeuger Andy Parker verwendete im Gegensatz zu anderen frühen Hardrock-Bands auch die Doublebass. Die Bandmitglieder benutzten Verstärker der Marke Engl, das Schlagzeug stammt von Premier Percussion.

## Porträts der Band-Mitglieder

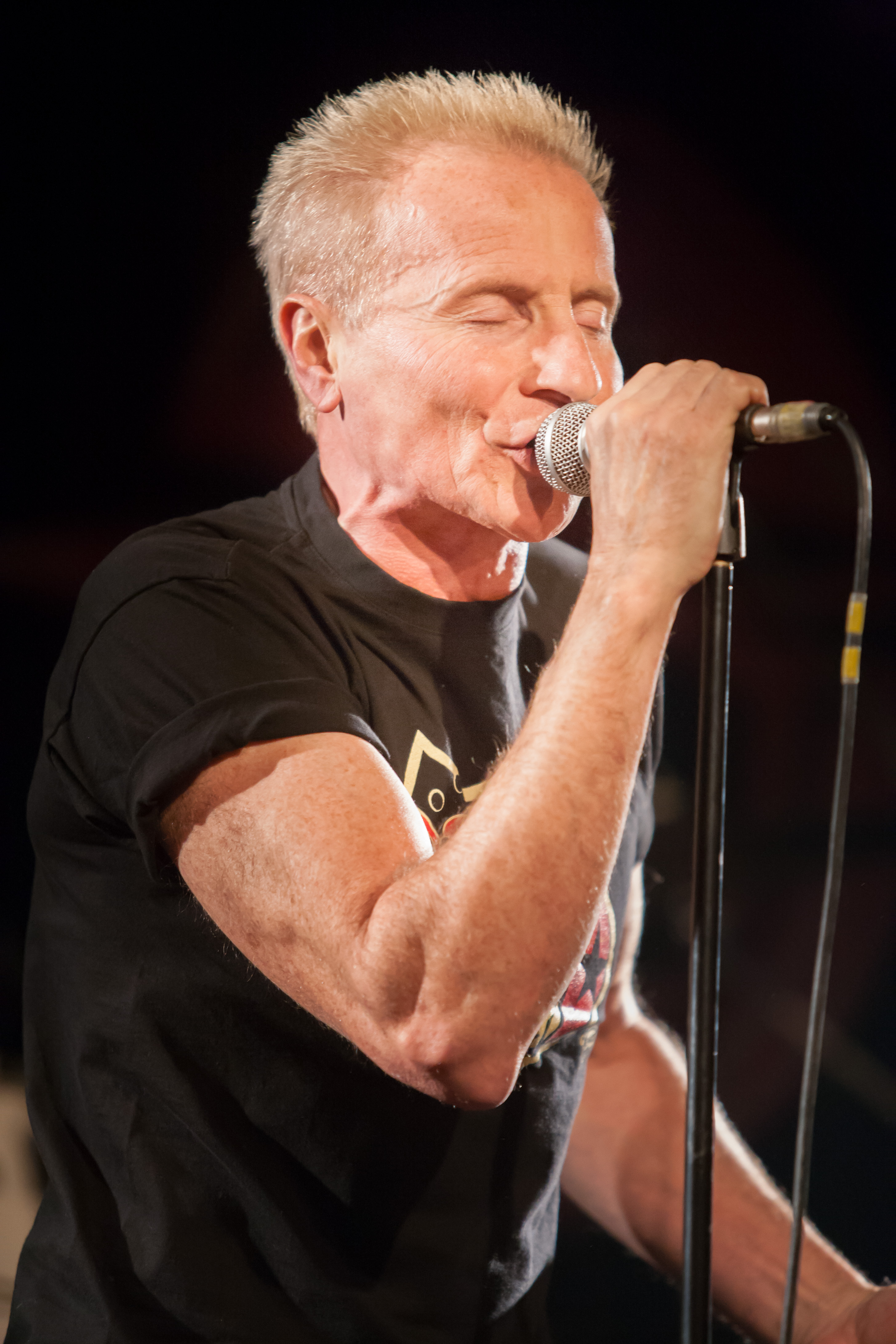
Phil Mogg
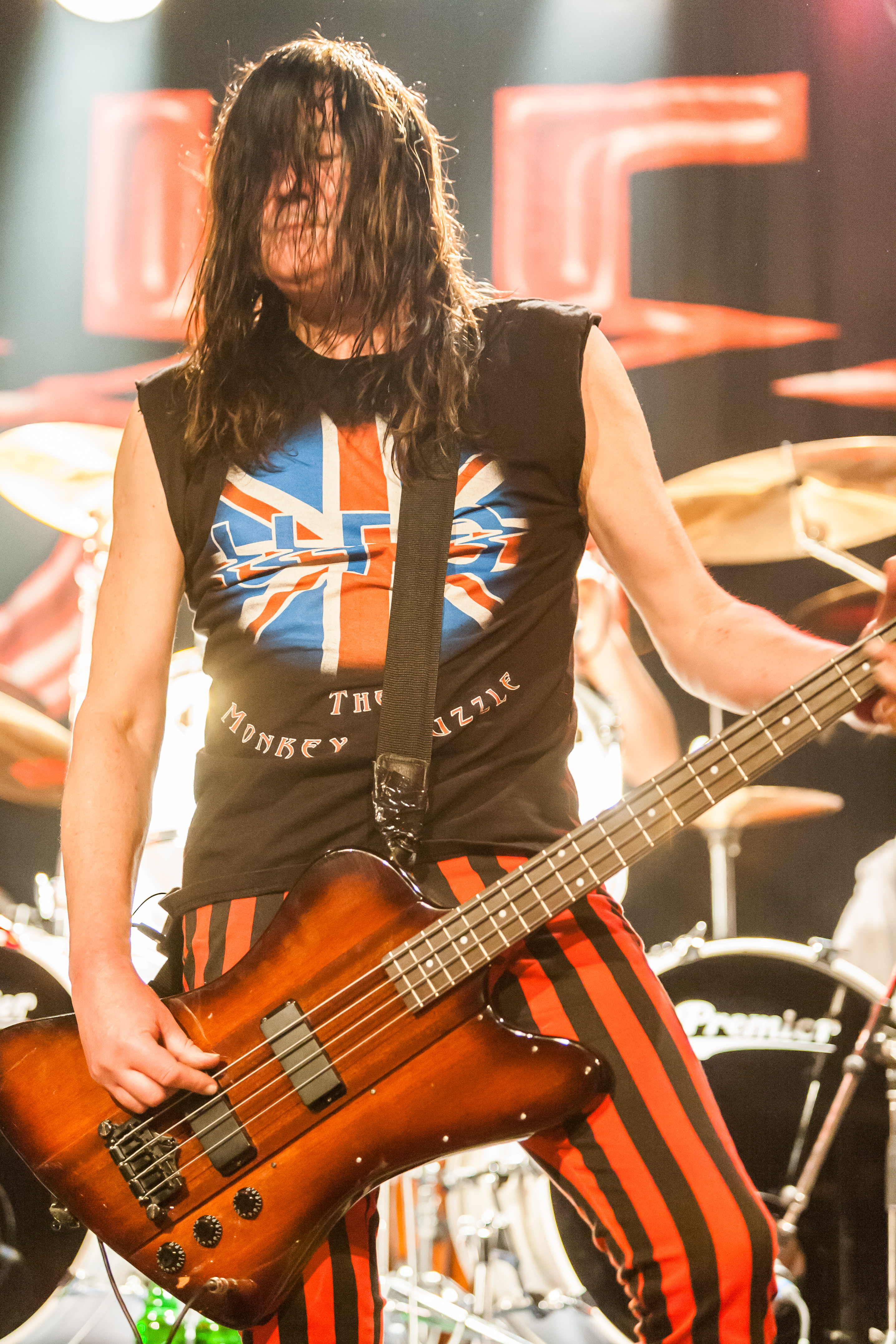
Pete Way / Gestorben, am 14. August 2020
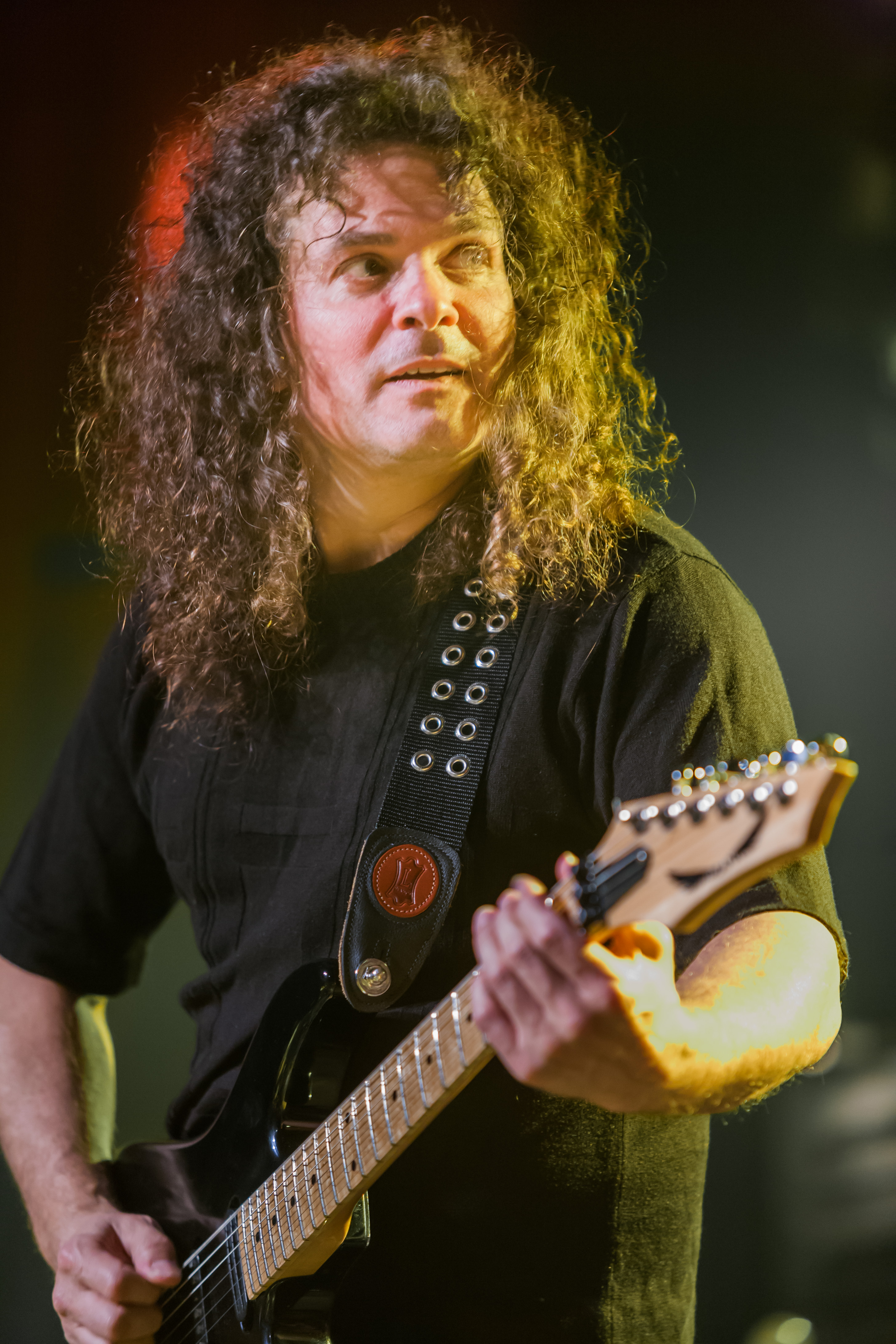
Vinnie Moore
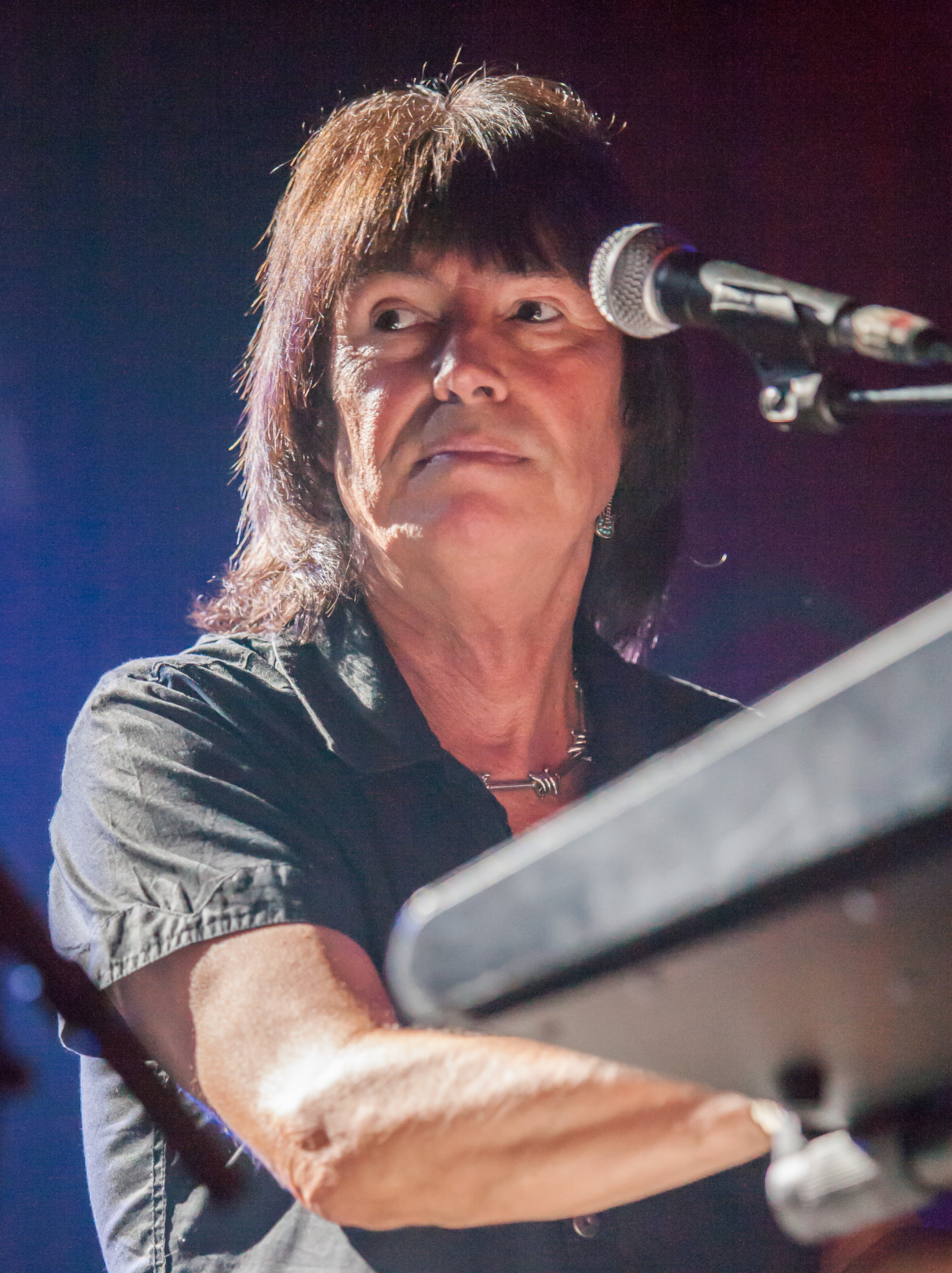
Paul Raymond / Gestorben, am 13. April 2019
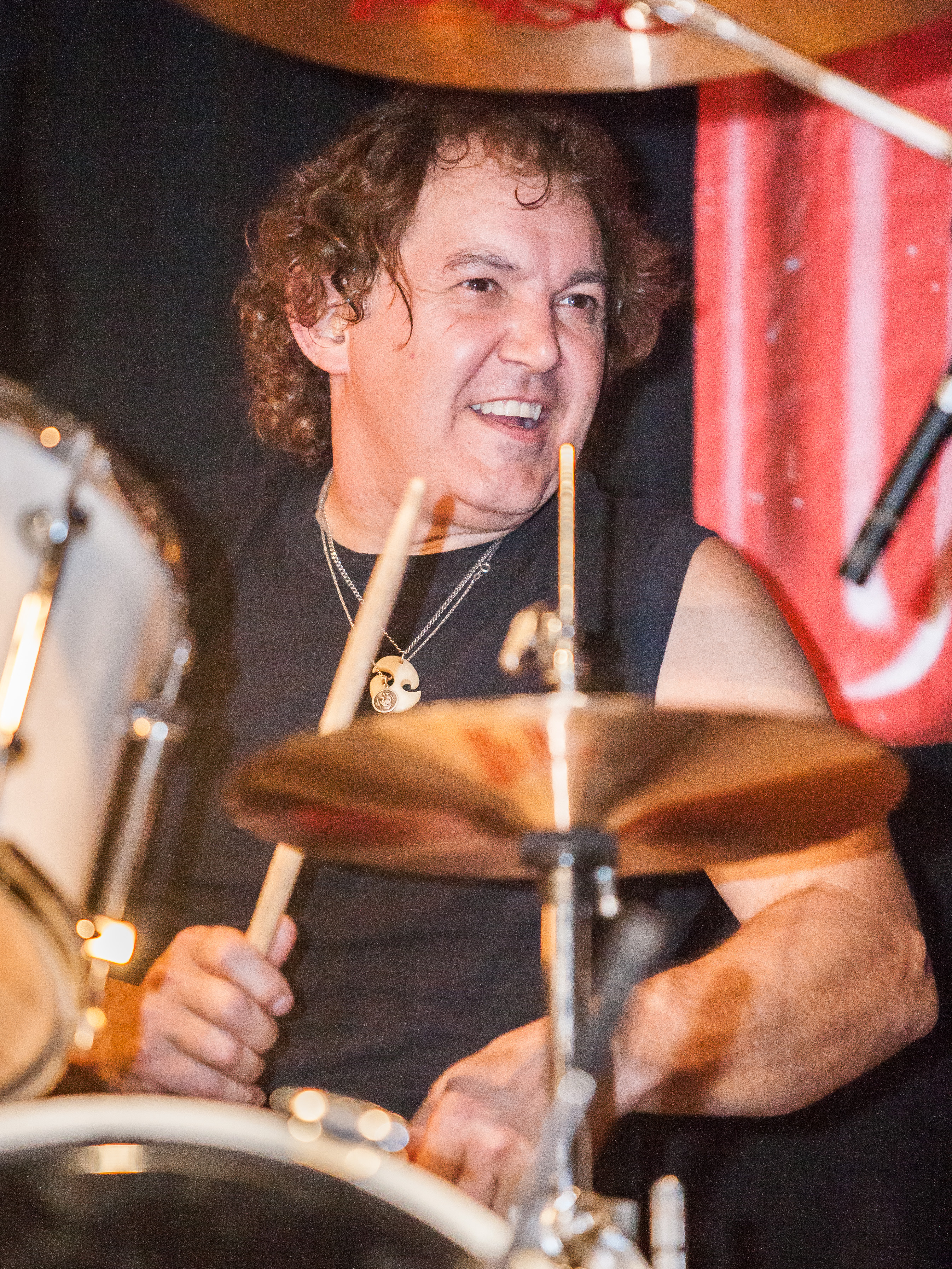
Andy Parker
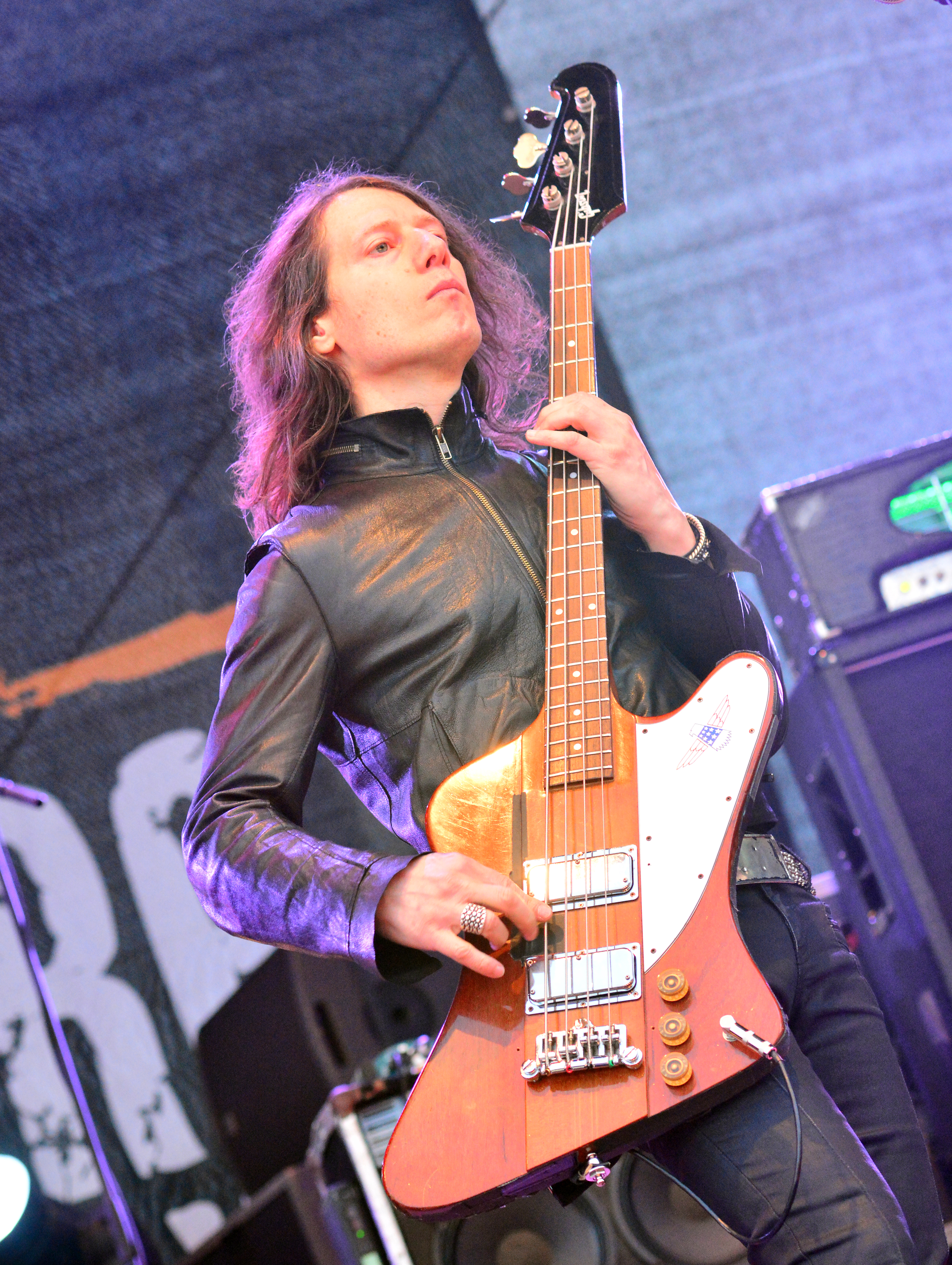
Rob De Luca
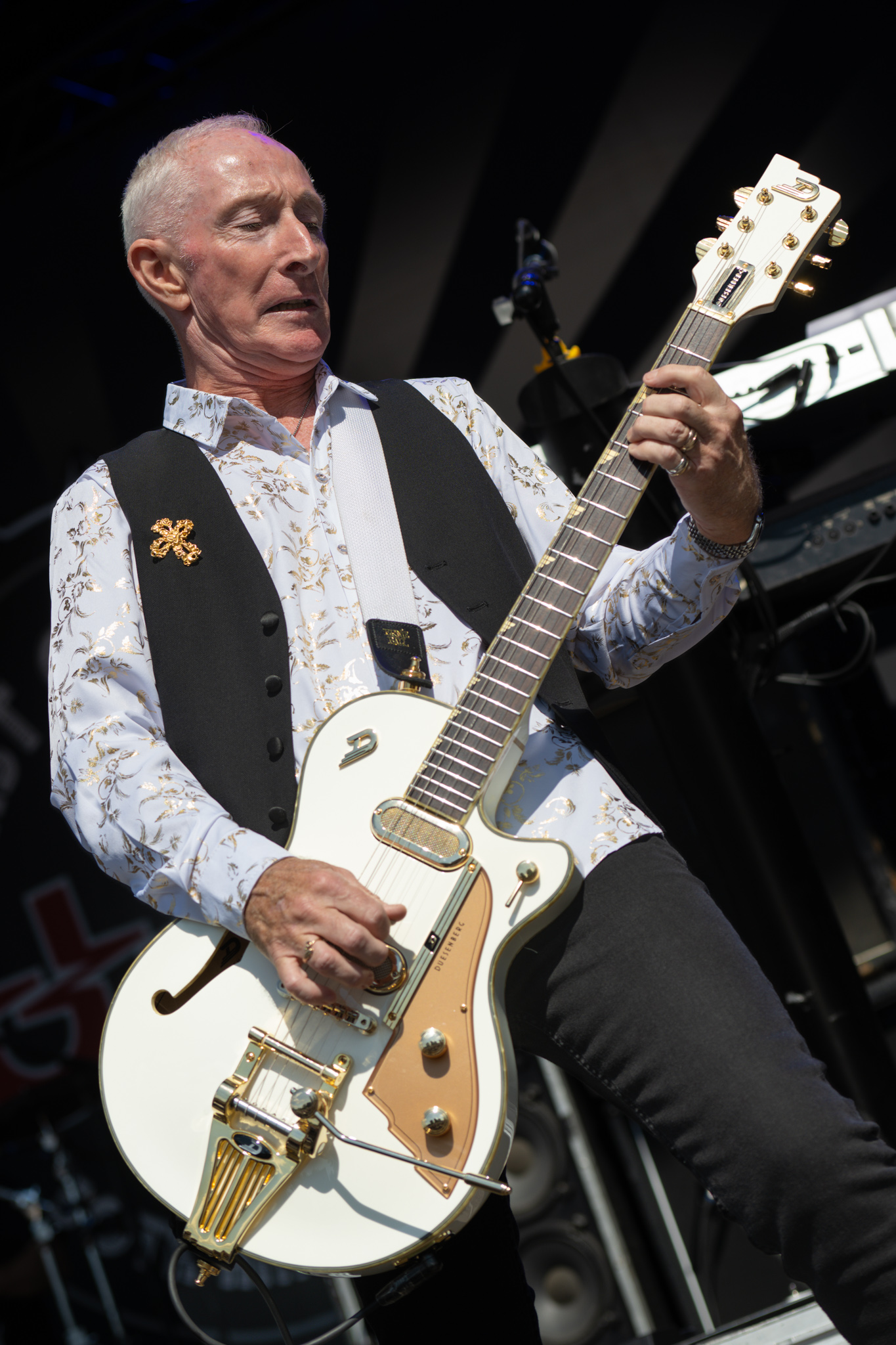
Neil Carter

## Diskografie
Studioalben

| Jahr | Titel                                  | Höchstplatzierung, Gesamtwochen, AuszeichnungChartplatzierungen (Jahr, Titel, Platzierungen, Wochen, Auszeichnungen, Anmerkungen) | Höchstplatzierung, Gesamtwochen, AuszeichnungChartplatzierungen (Jahr, Titel, Platzierungen, Wochen, Auszeichnungen, Anmerkungen) | Höchstplatzierung, Gesamtwochen, AuszeichnungChartplatzierungen (Jahr, Titel, Platzierungen, Wochen, Auszeichnungen, Anmerkungen) | Höchstplatzierung, Gesamtwochen, AuszeichnungChartplatzierungen (Jahr, Titel, Platzierungen, Wochen, Auszeichnungen, Anmerkungen) | Anmerkungen                              |
| Jahr | Titel                                  | DE | CH | UK | US | Anmerkungen                              |
| ---- | -------------------------------------- | --- | --- | --- | --- | ---------------------------------------- |
| 1970 | UFO 1                                  | — | — | — | — | Erstveröffentlichung: Oktober 1970       |
| 1971 | UFO 2: Flying                          | — | — | — | — | Erstveröffentlichung: Oktober 1971       |
| 1974 | Phenomenon                             | — | — | — | — | Erstveröffentlichung: Mai 1974           |
| 1975 | Force It                               | DE35 (4 Wo.)DE | CH59 a (1 Wo.)CH | — | US71 (13 Wo.)US | Erstveröffentlichung: Juli 1975          |
| 1976 | No Heavy Petting                       | DE59 b (1 Wo.)DE | — | — | US169 (4 Wo.)US | Erstveröffentlichung: Mai 1976           |
| 1977 | Lights Out                             | — | CH63 (1 Wo.)CH | UK54 (2 Wo.)UK | US23 (24 Wo.)US | Erstveröffentlichung: Mai 1977           |
| 1978 | Obsession                              | — | — | UK26 (7 Wo.)UK | US41 (18 Wo.)US | Erstveröffentlichung: Juni 1978          |
| 1980 | No Place to Run                        | — | — | UK11 Silber · (7 Wo.)UK | US51 (13 Wo.)US | Erstveröffentlichung: Januar 1980        |
| 1981 | The Wild, the Willing and the Innocent | — | — | UK19 (5 Wo.)UK | US77 (11 Wo.)US | Erstveröffentlichung: 16. Januar 1981    |
| 1982 | Mechanix                               | — | — | UK8 (6 Wo.)UK | US82 (14 Wo.)US | Erstveröffentlichung: Februar 1982       |
| 1983 | Making Contact                         | — | — | UK32 (4 Wo.)UK | US153 (5 Wo.)US | Erstveröffentlichung: Januar 1983        |
| 1985 | Misdemeanor                            | — | — | UK74 (2 Wo.)UK | US106 (19 Wo.)US | Erstveröffentlichung: 5. November 1985   |
| 1992 | High Stakes & Dangerous Men            | — | — | — | — | Erstveröffentlichung: Februar 1992       |
| 1995 | Walk on Water                          | — | — | — | — | Erstveröffentlichung: 14. April 1995     |
| 2000 | Covenant                               | DE53 (1 Wo.)DE | — | — | — | Erstveröffentlichung: 25. Juli 2000      |
| 2002 | Sharks                                 | DE75 (1 Wo.)DE | — | — | — | Erstveröffentlichung: 3. September 2002  |
| 2004 | You Are Here                           | — | — | — | — | Erstveröffentlichung: 16. März 2004      |
| 2006 | The Monkey Puzzle                      | — | — | — | — | Erstveröffentlichung: 25. September 2006 |
| 2009 | The Visitor                            | DE86 (1 Wo.)DE | — | UK99 (1 Wo.)UK | — | Erstveröffentlichung: 2. Juni 2009       |
| 2012 | Seven Deadly                           | DE55 (1 Wo.)DE | — | UK63 (1 Wo.)UK | — | Erstveröffentlichung: 27. Februar 2012   |
| 2015 | A Conspiracy of Stars                  | DE28 (1 Wo.)DE | CH72 (1 Wo.)CH | UK50 (1 Wo.)UK | — | Erstveröffentlichung: 25. Februar 2015   |
| 2017 | The Salentino Cuts                     | — | — | — | — | Erstveröffentlichung: 29. September 2017 |

grau schraffiert: keine Chartdaten aus diesem Jahr verfügbar